# Limenitis sinefascia
Limenitis sinefascia är en fjärilsart som beskrevs av Edwards 1882. Limenitis sinefascia ingår i släktet Limenitis och familjen praktfjärilar. Inga underarter finns listade i Catalogue of Life.